# Естре (Валансјен)
Естре (фр. Estreux) насеље је и општина у североисточној Француској у региону Север-Па д Кале, у департману Север која припада префектури Валансјен.
По подацима из 2011. године у општини је живело 978 становника, а густина насељености је износила 184,53 становника/km². Општина се простире на површини од 5,3 km². Налази се на средњој надморској висини од 67 метара (максималној 89 m, а минималној 48 m).

## Демографија
| 1962. | 1968. | 1975. | 1982. | 1990. | 1999. | 2011. |
| ----- | ----- | ----- | ----- | ----- | ----- | ----- |
| 516   | 586   | 751   | 868   | 816   | 859   | 978   |

График промене броја становника у току последњих година